# Apocalipsis gnóstico de Pedro

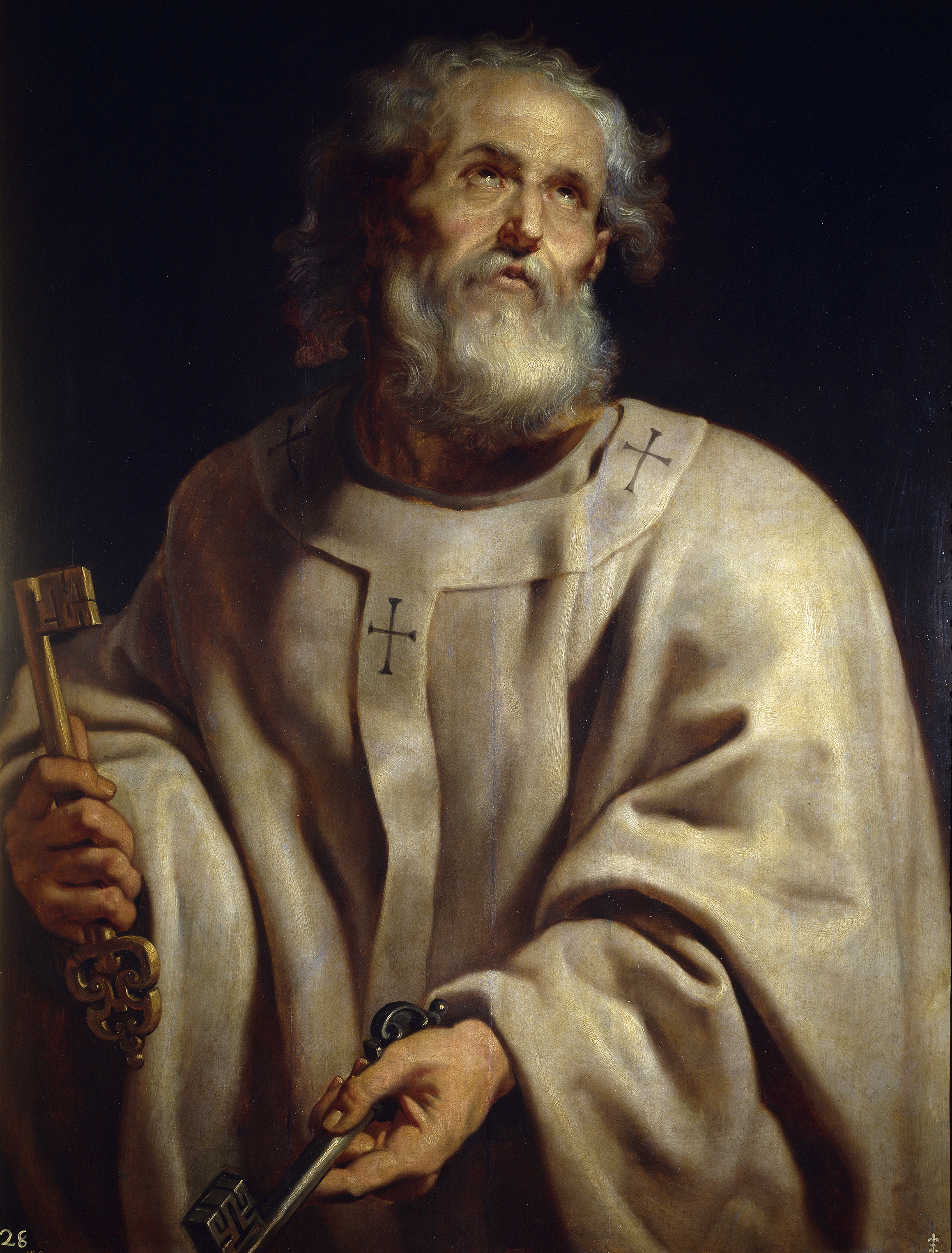
San Pedro

El Apocalipsis gnóstico de Pedro es el tercer tratado del códice VII de Nag Hammadi (NHC VII, 70-84). El manuscrito copto procede probablemente del siglo IV (¿mitad o final?). Podemos asumir un tiempo anterior de origen, en una versión previa griega. Se cree que fue escrito alrededor del año 100-200 d. C. Como el texto superviviente está en copto, aunque probablemente fue traducido de un original griego, también se conoce como el Apocalipsis copto de Pedro. Si el texto, con su mención del nombre Hermas conocido, hace referencia al Pastor de Hermas, esto marcaría un terminus post quem sobre la base del contenido hacia la mitad del segundo siglo. Estos puntos, junto con la controversia con otros gnósticos, sugieren ubicar el documento en el final del segundo siglo o en el principio del tercero, cuando la distinción entre ortodoxia y herejía se perfiló más claramente.

## Contenido
Como la gran mayoría de los textos que se encuentran en los manuscritos de Nag Hammadi, es fuertemente gnóstico. El texto lleva las interpretaciones gnósticas de la crucifixión al extremo (como lo hace el Segundo Tratado del Gran Set, que se encuentra en el mismo códice).  Jesús aparece riendo y advirtiendo contra las personas que apoyan el nombre de un hombre muerto creyendo que serán puros. Según el texto:
El que viste en el árbol, feliz y sonriente, es el Jesús vivo.  Pero éste, cuyas manos y pies le clavan, es sólo su carne, que es el sustituto del ser avergonzado, que fue creado a su imagen.  Pero míranos a él y a mí.(Supuestamente Jesús narrando en el Apocalipsis gnóstico de Pedro).
 La opinión de la comunidad gnóstica, incluyendo su relación con Pedro como su fundador, es otro tema dominante de este documento. Presupone y critica las estructuras de una Gran Iglesia en el proceso de la consolidación, y la apropiación de Pedro como el inaugurador de la gnosis probablemente también se dirige contra ésta.

## Cristología
El Apocalipsis gnóstico de Pedro contiene material importante como fuente para una cristología gnóstica que entiende a Jesús como redentor doceta. No está claro si el texto aboga por una cristología adopcionista o docetista, pero basado en paralelismos literarios con el segundo tratado del gran Set, es más probable que sea el último.